# Frunthorn
Frunthorn är en bergstopp i Schweiz.   Den ligger i regionen Surselva och kantonen Graubünden, i den sydöstra delen av landet, 130 km öster om huvudstaden Bern. Toppen på Frunthorn är 3 030 meter över havet, eller 320 meter över den omgivande terrängen. Bredden vid basen är 3,0 km.
Terrängen runt Frunthorn är huvudsakligen bergig. Runt Frunthorn är det mycket glesbefolkat, med 6 invånare per kvadratkilometer.. Närmaste större samhälle är Acquarossa, 18,7 km sydväst om Frunthorn. 
Trakten runt Frunthorn består i huvudsak av gräsmarker.